# 소켓 SP5
소켓 SP5(LGA 6096)는 2022년 11월 10일에 출시된 코드명 Genoa인 Zen 4 기반 Epyc 서버 프로세서를 지원하기 위해 AMD가 설계한 ZIF 랜드 그리드 배열 CPU 소켓이다.

## 역사
2017년 6월, 1세대 Epyc 서버 프로세서가 출시되면서 AMD는 SP3 소켓을 출시했다. SP3 소켓에는 Naples, Rome 및 Milan을 포함한 3세대 Epyc 프로세서가 포함되었다. AMD의 Genoa 프로세서에는 Milan의 최대 64개 코어에 비해 최대 96개의 Zen 4 코어가 포함되어 있다. Genoa의 96개 코어를 지원하기 위해 AMD는 더 뛰어난 전력 공급과 신호 무결성을 제공하기 위해 SP3 소켓보다 2022개 더 많은 접점 핀을 갖춘 SP5 소켓을 도입했다. SP5는 최대 700W의 피크 전력을 제공할 수 있다.
SP5 소켓은 최대 128개의 소형 Zen 4c 코어를 갖추고 2023년 6월 13일에 출시된 Bergamo라는 코드명 Epyc 프로세서를 지원한다.

## 같이 보기
- 소켓 AM5
- 소켓 SP6